# Копейка (сеть магазинов)

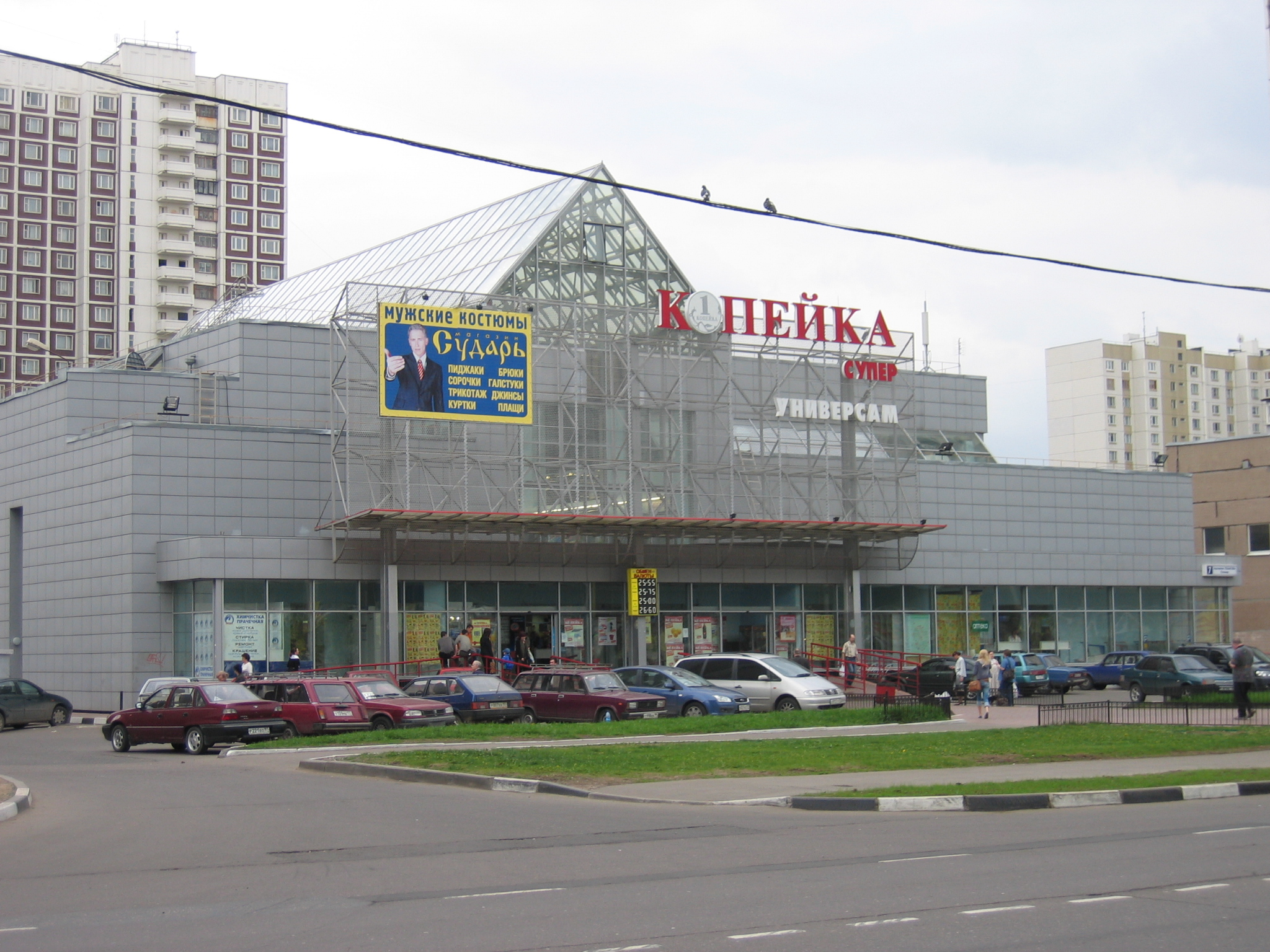
Универсам «Копейка» в Южном Бутово

Торговый дом «Копейка» — существовавшая ранее российская сеть продовольственных магазинов-дискаунтеров. После поглощения в 2010—2011 годах компанией X5 Group магазины сети были ребрендированы в универсамы «Пятёрочка» и супермаркеты «Перекрёсток». Штаб-квартира находилась в Москве.

## История
Торговая сеть основана в 1998 году. До 2007 года сетью владели «Уралсиб» (около 50 % акций) и ряд топ-менеджеров (Самонов, Ломакин, Хачатрян). Основателем сети являлся Александр Самонов (около 35 % акций). В начале 2007 года «Уралсиб» консолидировал 100 % акций, и собственником сети стал российский миллиардер Николай Цветков, глава финансовой корпорации «Уралсиб».
Товарный знак «Копейка» создатели сети приобрели за 30 000 $ у придумавшего его Андрея Василевского.
В конце декабря 2008 года ТД «Копейка» вошёл в список компаний, получающих государственную поддержку в период экономического кризиса.
В течение 2009—2010 годов менеджмент «Копейки» вёл постоянные активные переговоры о вхождении в состав американской сети Walmart. Walmart даже открыл представительство в России, готовясь начать операционную деятельность с «Копейкой».
В декабре 2010 года стало известно о том, что Николай Цветков договорился о продаже всех своих акций «Копейки» российскому ретейлеру X5 Retail Group. Считалось, что сумма сделки составила $1,65 млрд. Предполагалось, что в течение примерно двух лет с момента покупки все магазины «Копейка», которые окажутся в управлении Х5, будут ребрендированы в «Пятёрочки». На конец 2011 года X5 Retail Group провела ребрендинг 616 магазинов «Копейка», из них 607 были ребрендированы в «мягкие» дискаунтеры «Пятёрочка», девять — в супермаркеты «Перекрёсток», 44 приобретенных магазина были закрыты.
Сразу после объявления о сделке с Х5 Walmart навсегда ушёл из России, закрыв представительство.
В 2012 году X5 Retail Group объявила о запуске новой сети «Копейка» — магазинов самообслуживания торговой площадью 120—400 м², предоставляющих ассортимент из более чем 3000 продуктов питания и товаров повседневного спроса. Первый магазин сети был открыт в марте 2012 года на Зверинецкой улице в Москве. За первое полугодие 2012 года дочерней структурой Х5 — ООО «Экспресс Ритейл», занимающейся развитием сети, было открыто более 20 магазинов под брендом «Копейка».

## Деятельность
На конец 1 квартала 2012 года обновлённая сеть минимаркетов «Копейка» включала 4 магазина, расположенных в Москве и Московской области.
По состоянию на январь 2011 года, сеть включала в себя 624 магазина, работающих в формате дискаунтера, расположенных в 25 субъектах Российской Федерации. Часть этих магазинов работала на условиях франчайзинга. Особенностью франчайзинга «Копейки» (в отличие от конкурента — сети «Пятёрочка») являлась возможность продажи франшизы, в том числе и на открытие единичного магазина (а не сразу целой сети, как у «Пятёрочки»). Среднесетевая наценка в магазинах «Копейки», по информации её генерального директора, на середину 2008 года составляла 21 %.
Выручка сети за 2009 год по МСФО составила 54,9 млрд руб. (за 2008 год — 47,0 млрд руб.), EBITDA — 3,7 млрд руб., прибыль — 1,63 млрд рублей.